# ロング島 (バハマ)
ロング島（ロングとう、英語: Long Island）はバハマの県である。県都はクラレンス・タウン（Clarence Town）。

## 隣接行政区画
- エグズーマ・アンド・キーズ
- ラム・キー
- クルックド島

## 交通
- デッドマンズ・キー空港（英語版）